# Echigo Yuta
Yuta Echigo (sinh ngày 27 tháng 4 năm 1993) là một cầu thủ bóng đá người Nhật Bản.

## Sự nghiệp câu lạc bộ
Yuta Echigo đã từng chơi cho Vegalta Sendai.